# The fall: El somni d'Alexandria
The fall: El somni d'Alexandria (títol original en anglès, The Fall) és una pel·lícula d'aventures pel·lícula fantàstica de 2006 dirigida i coescrita per Tarsem i protagonitzada per Lee Pace, Catinca Untaru i Justine Waddell. Està basat en el guió de la pel·lícula búlgara de 1981 Yo Ho Ho de Valeri Petrov. El seu disseny de vestuari és d'Eiko Ishioka. La pel·lícula es va estrenar al Regne Unit i als Estats Units el 2008 i va recaptar 3,7 milions de dòlars a tot el món. A partir de la primavera del 2024, la notable manca de distribució i absència de la pel·lícula de qualsevol plataforma de reproducció en streaming la va convertir en un cas pràctic de les maneres en què fins i tot el cinema aclamat per la crítica es pot perdre essencialment. Ha estat doblada al català.

## Argument
L'any 1915 a Los Angeles, el doble d'acrobàcia Roy Walker és hospitalitzat, postrat en llit i paralitzat (possiblement permanentment) després de saltar d'un pont per fer una acrobàcia a la seva primera pel·lícula. Coneix Alexandria, una jove pacient romanesa a l'hospital que es recupera d'un braç trencat, i comença a explicar-li una història sobre el seu homònim, Alexandre el Gran. A l'Alexandria li diuen que s'ha de marxar, però en Roy li promet explicar-li una història èpica si torna l'endemà.
L'endemà al matí, mentre en Roy explica la seva història de fantasia, la imaginació d'Alexandria dona vida als seus personatges. La història de Roy tracta sobre cinc herois: un guerrer indi mut, un ex esclau musculós anomenat Otta Benga, un expert en explosius italià anomenat Luigi, Charles Darwin al costat d'un mico mascota anomenat Wallace, i un bandoler emmascarat. Un governador malvat anomenat Governor Odious ha comès una ofensa contra cadascun dels cinc, i tots busquen venjança. Als herois se'ls uneix més tard un sisè heroi, un místic.
L'Alexandria s'imagina vívidament els seus amics i la gent que l'envolta apareixent com els personatges de la història de Roy. Encara que Roy desenvolupa afecte per Alexandria, també té un motiu ocult: enganyar-la perquè robi la morfina de la farmàcia de l'hospital. Roy té la intenció d'utilitzar la morfina per suïcidar-se perquè la dona que estima l'ha deixat per l'actor per a qui va proporcionar les imatges de l'acrobàcia. Tanmateix, Alexandria torna amb només tres pastilles. En Roy pregunta què va passar amb la resta de les píndoles de l'ampolla, i l'Alexandria diu que les va tirar totes menys tres pel vàter, després d'haver confós la "E" del paper que en Roy li va donar amb un "3". Les històries es converteixen en un conte col·laboratiu al qual també contribueix Alexandria. La mateixa Alexandria es converteix en un personatge: mentre que en Roy és el bandoler emmascarat, ella és la seva filla.
En Roy parla a Alexandria perquè robi una ampolla de pastilles de morfina tancada a l'armari d'un company pacient i després ho destrueix tot. Li diu que hauria de marxar després d'haver-les agafat, però sap que potser no obeeixi i pot ser testimoni de la mort de l'home que ha arribat a veure com el seu pare. Això no passa, ja que l'endemà al matí en Roy es desperta del son i s'adona que les píndoles eren placebo i no morfina real. Alexandria, desesperada per ajudar en Roy, surt del llit a la farmàcia. S'enfila a l'armari però perd el peu, cau i té una greu lesió al cap. Ella rep una cirurgia, després de la qual cosa la visita en Roy, on confessa el seu engany. Ell demana a Alexandria que li demani a algú que acabi la història, però ella insisteix a escoltar el final de Roy. Roy comença a contracor la resta de la història.
Els herois moren un a un, i sembla que el governador Odious serà triomfant. Alexandria s'enfada cada cop més, però en Roy insisteix que és la seva història per explicar. Ella declara que també és seva i li suplica a Roy que deixi viure al bandoler. Roy finalment accepta, i la història èpica arriba a la seva fi; El governador Odious està morint i el Bandit i la seva filla estan vius i junts. En un gir final, Roy s'enfronta al personatge que representa la seva exnòvia. Diu que el dolor i el sofriment de la història formaven part d'una "prova" de l'amor del Bandit per ella. El Bandit la rebutja a ella i les seves manipulacions per fi.
Amb la història completa, Roy i Alexandria, juntament amb els pacients i el personal de l'hospital, miren una visualització de la pel·lícula acabada en la qual va aparèixer Roy. Amb tothom rient, només el somriure de Roy es trenca amb la confusió quan veu que el seu salt ha estat editat fora de la pel·lícula.
El braç d'Alexandria finalment es cura i torna a l'hort de tarongers on treballa la seva família. La seva veu en off revela que Roy s'ha recuperat i que ara torna a treballar. Mentre ella parla, es reprodueix un muntatge de retalls de diverses de les acrobàcies més grans i perilloses de les pel·lícules mudes; ella s'imagina que tots els especialistes són Roy.

## Repartiment
- Lee Pace com a Roy Walker / Black Bandit[4]
- Catinca Untaru com a Alexandria / Filla de Bandit
- Justine Waddell com a infermera Evelyn / germana Evelyn
- Daniel Caltagirone com a Sinclair / Governador Odious
- Marcus Wesley com a repartidor de gel / Otta Benga
- Robin Smith com a actor d'una cama / Luigi
- Jeetu Verma com a recol·lector de taronges/indi
- Kim Uylenbroek com a Doctor / Alexandre el Gran
- Leo Bill com a Orderly / Charles Darwin
- Emil Hoștină com el pare d'Alexandria/Bandit Blau
- Julian Bleach com a selector Mystic / Orange
- Ronald France com a Otto (el "vell")
- Sean Gilder com a Walt Purdy

## Temes
The Fall és una pel·lícula autoreflexiva que tracta principalment del concepte de narració. Roy Walker explica una història a Alexandria, que l'imagina, però hi ha una discontinuïtat entre el que ell descriu i com ho veu. Cada personatge aporta la seva pròpia vida a les seves experiències de la història; Roy s'inspira en la pel·lícula en què estava treballant abans del seu accident, i Alexandria completa la seva història amb vistes familiars de la seva pròpia vida. L'intimidant operador de raigs X es converteix en un soldat enemic, l'"indi" és vist per ella com un company de feina immigrant dels tarongers, mentre que el diàleg de Roy deixa clar a l'audiència que volia dir "indi" per significar un nadiu americà de la pel·lícula western en què va participar.
The Fall també es basa en el període històric de la pel·lícula. Roy es va inspirar per als bandits de la seva història a partir de notícies de principis del segle XX; la polèmica sobre el crèdit de les idees de Charles Darwin a L'origen de les espècies entre Darwin i Alfred Russel Wallace, així com l'empresonament d'Ota Benga a l'Exposició Universal de Saint Louis (1904) a Saint Louis (Missouri) van ser notícies destacades durant el període de l'ambientació de la pel·lícula.

## Producció
Tarsem Singh va finançar en gran part la pel·lícula amb els seus propis fons, i va pagar als membres del repartiment i de la tripulació en igualtat de condicions en lloc d'una manera més típica de Hollywood. La pel·lícula es va realitzar durant un període de quatre anys i incorpora imatges rodades a 24 països,incloent l'Índia, Indonèsia (Bali), Itàlia, França, Espanya, Namíbia i la Xina (RPC). Singh va subratllar la importància del rodatge in situ i la manca d'efectes especials, ja que va trobar que les tècniques modernes no envellirien bé en comparació. Només va acceptar feines de publicitat en llocs on volia fer recerca d'ubicacions, i va fer volar els membres del repartiment per rodar escenes per a la pel·lícula utilitzant el mateix equip que ho va fer per als anuncis. Quan va filmar escenes de la ciutat blava a Jodhpur, Singh va proporcionar als locals pintura blava per refrescar la pintura de les seves cases. Aquesta alternativa als efectes de postproducció va donar com a resultat el blau vibrant de la ciutat a la pel·lícula. Una altra ubicació, l'hospital mental sud-africà contemporani que representa un hospital de Los Angeles de principis del segle XX (l'escenari principal de la pel·lícula) va romandre en funcionament (en una ala separada) durant el rodatge.
Lee Pace va romandre en un llit durant la major part dels primers rodatges a proposta del director, i va convèncer la majoria de la tripulació que de fet no podia caminar. La intenció, van assenyalar Tarsem i Pace, era maximitzar el realisme de la limitació física de Roy als ulls de Catinca Untaru, les línies i reaccions de la qual com el personatge Alexandria eren en gran part sense guió. La interpretació errònia d'Alexandria de la lletra E com el número 3 en una nota escrita per Roy va sorgir d'una lectura errònia accidental de l'actriu de 6 anys durant el rodatge, que el director va adaptar per convertir-ho en un gir de la història. Tarsem va fer rodar parts de les escenes de l'hospital entre Catinca i Pace a través de petits forats a les cortines del llit de l'hospital, maximitzant les seves interaccions espontànies malgrat la presència de l'equip de filmació que els envoltava.
La pel·lícula presenta una animació de seqüències de somnis creada per Christoph Lauenstein i Wolfgang Lauenstein.

### Llocs de rodatge
- Valkenberg Hospital a Ciutat del Cap, Sud-àfrica
- Deadvlei de les dunes de Sossusvlei al Parc Nacional de Namib-Naukluft a Namíbia[12]
- El laberint Jantar Mantar a Jaipur
- Lake Palace Hotel a Udaipur, Índia
- Pont de Carles a Praga, República Txeca
- Escull de papallones al NE de Mana Island (Fiji) (Coordinates: -17.672339, 177.131704)
- Ubud, Bali Illa, Indonèsia
- Illes Andaman de l'Índia
- Pangong Tso a Ladakh, Índia
- Buland Darwaza al complex del palau de Fatehpur Sikri, Uttar Pradesh, Índia
- Agra[13]
- Magnetic Hill a Ladakh, Índia
- Paisatge lunar a prop del Monestir de Lamayuru a Ladakh, Índia
- Gunung Kawi, Bali Illa, Indonèsia
- Chand Baori, un gran escaló al poble d'Abhaneri a l'estat indi de Rajasthan
- Jodhpur, la ciutat blava a Rajasthan
- Umaid Bhawan Palace Vestíbul, Jodhpur, Rajasthan
- Taj Mahal, Índia
- Jardí Botànic de Buenos Aires, Argentina
- Jardín Zoológico de Buenos Aires, Argentina
- Teatro de Òpera de Buenos Aires, Argentina
- Turó del Capitoli, Colisseu, Roma, Itàlia
- Vil·la Hadriana, Tívoli, Itàlia
- Hagia Sophia, Istanbul, Turquia
- Primera Estàtua de la Llibertat a Île aux Cygnes a París, França[10]

## Estrena
The Fall es va estrenar al Festival Internacional de Cinema de Toronto de 2006. Per a la seva estrena en cinemes el 2008, la pel·lícula va ser presentada per David Fincher i Spike Jonze. També va guanya el Premi a la millor pel·lícula al XL Festival Internacional de Cinema Fantàstic de Catalunya.

### Recepció crítica
A l'agregador de ressenyes Rotten Tomatoes, la pel·lícula té una puntuació d'aprovació del 62% basada en 113 ressenyes, amb una valoració mitjana de 6,3/10. El consens dels crítics del lloc web diu: "Més visualment elaborat del que la història fragmentada de vegades pot suportar, The Fall camina a la línia entre el treball de l'amor i l'autoindulgència del cineasta." Metacritic, que utilitza una mitjana ponderada, va assignar a la pel·lícula una puntuació de 64 sobre 100 basada en 23 crítics, indicant "crítiques generalment favorables".
Roger Ebert del Chicago Sun-Times va donar a la pel·lícula quatre estrelles de quatre i va escriure: "Potser voldreu veure-la per cap altre motiu que no sigui perquè existeix. mai en serà un altre com aquest." Més tard la va nomenar entre les seves 20 millors pel·lícules del 2008. Tanmateix, Nathan Lee de The New York Times, va escriure que la pel·lícula "és un autèntic treball d'amor, i un autèntic avorriment".
La pel·lícula va aparèixer a les deu millors llistes de la crítica de les millors pel·lícules del 2008. Tasha Robinson de The A.V. Club la va nomenar millor pel·lícula del 2008, i Sean Axmaker del Seattle Post-Intelligencer la van nomenar la sisena millor pel·lícula del 2008.